# L'Île de Nim
Pour les articles homonymes, voir Nim.
Série
L'Île de Nim 2
(2013)
Pour plus de détails, voir Fiche technique et Distribution.
L'Île de Nim (Nim's Island) est un film américain d'aventures avec Jodie Foster réalisé par Jennifer Flackett et Mark Levin, sorti en 2008.
Il s'agit d'une adaptation d'un roman de Wendy Orr.
Une suite sous le titre L'Île de Nim 2 (Return to Nim's Island) a été diffusé en mars 2013 sur Hallmark Channel.

## Synopsis
Nim Rusoe, une fillette de 11 ans, vit avec son père scientifique sur une île isolée dans le Pacifique Sud, depuis la disparition en mer de sa mère qui était océanographe. Passionnée de romans d'aventures, son héros favori est Alex Rover, un explorateur aventurier, sorte d'Indiana Jones pour enfants, personnage qui se sort de toutes les situations les plus désespérées. Le père de la fillette, lui, est un véritable naturaliste en chair et en os, qui mène seul des recherches sur les bactéries et autres unicellulaires peuplant l'océan Pacifique et qui a publié des articles jusque dans la revue du National Geographic. L'enfant adore son père qui est le seul être de son monde avec ses animaux familiers : Selkie, le lion de mer, Freddy, l'iguane (cité comme pogona dans la jaquette française, mais bien comme iguane dans les dialogues du film), Chicca, la tortue de mer et Galiléo, le pélican. Grâce aux panneaux solaires servant de source d'énergie électrique, la maison est bien équipée malgré l'isolement total de l'île, y compris pour communiquer par Internet avec le reste du monde.
Lors d'une sortie seul sur son bateau le père est pris dans une violente tempête tropicale, et ne rentre pas sur l'île le soir prévu. La fillette comprend dès le lendemain que quelque chose de grave a dû arriver à son père. Elle se met alors à communiquer par mail avec un correspondant qui signe Alex Rover, le personnage de ses romans. Mais Alex Rover n'existe pas, il n'est qu'un personnage de romans et c'est en réalité Alexandra Rover, la romancière, qui depuis San Francisco échange des mails avec la fillette, mais sans oser dévoiler la vérité à l'enfant. La fillette fait part de la catastrophe à son correspondant, le héros. Or la romancière est littéralement le portrait inverse du personnage de ses romans : autant Alex Rover est un aventurier qui parcourt le monde autant Alexandra Rover est terriblement agoraphobe, hypocondriaque et angoissée par chaque instant de son existence, entourée d'objets aseptisés, ne mangeant que des aliments en boîtes de conserve, et vivant recluse chez elle au point qu'ouvrir sa porte pour sortir dans la rue est déjà un calvaire pour elle. Dramatiquement tiraillée entre son angoisse viscérale permanente et le courage intrépide de son personnage avec lequel elle mène perpétuellement un dialogue mental, la romancière Alexandra va devoir prendre son courage à deux mains, voyager jusqu'à l'île pour aller aider Nim au beau milieu du Pacifique, et connaître la réelle immersion dans la nature la plus sauvage.

## Fiche technique
- Titre original : Nim's Island
- Titre français et québécois : L'Île de Nim
- Réalisation : Jennifer Flackett et Mark Levin
- Scénario : Joseph Kwong, Paula Mazur, Mark Levin et Jennifer Flackett, d'après l'oeuvre de Wendy Orr
- Musique : Patrick Doyle
- Direction artistique : Colin Gibson, Jacinta Leong et Deborah Riley
- Décors : Barry Robison
- Costumes : Jeffrey Kurland
- Photographie : Stuart Dryburgh
- Son : Skip Lievsay, Tim LeBlanc, Curt Schulkey
- Montage : Stuart Levy
- Production : Paula Mazur et Cary Granat[2]

Production déléguée : Stephen Jones
Coproduction : Alan Edward Bell et Murray Pope
- Sociétés de production[3] : Walden Media
- Sociétés de distribution : 
  - États-Unis : Fox-Walden
  - France : SND[2]
  - Suisse : Ascot Elite Entertainment Group
- Budget : 37 millions de $[4]
- Pays de production :  États-Unis
- Langue originale : anglais
- Format[5] : couleur - 35 mm - 2,35:1 (Cinémascope) - son DTS | Dolby Digital | SDDS
- Genre : aventures, comédie, drame, fantasy
- Durée : 96 minutes
- Dates de sortie[6] :
  - États-Unis, Canada : 4 avril 2008
  - France, Suisse romande : 9 avril 2008
  - Belgique : 30 avril 2008
- Classification[7] :
  - États-Unis : Certaines scènes peuvent heurter les enfants - Accord parental souhaitable (PG - Parental Guidance Suggested)[Note 1].
  - France : Tous publics (visa d'exploitation no 120095 délivré le 28 mars 2008)[8] (Conseillé à partir de 8 ans)[9].
  - Québec : Tous publics (G - General Rating).
  - Suisse romande : Interdit aux moins de 7 ans[10].

## Distribution
- Abigail Breslin (VF : Claire Bouanich) : Nim Rusoe[11]
- Gerard Butler (VF : Boris Rehlinger) : Jack Rusoe, le père de Nim / Alex Rover, le héros imaginaire[12],[13]
- Jodie Foster (VF : elle-même) : Alexandra Rover, la femme écrivain agoraphobe[11]
- Michael Carman : capitaine
- Mark Brady : commissaire du bord
- Anthony Simcoe : le second
- Christopher Baker : l'insigne
- Maddison Joyce : Edmond
- Peter Callan : père de Edmond
- Rhonda Doyle : mère de Edmond
- Morgan Griffin : Alice

## Distinctions
Entre 2008 et 2009, L'Île de Nim a été sélectionné 6 fois dans diverses catégories et a remporté 2 récompenses,.

### Récompenses
- LES ENFANTS D'ABORD ! Festival du film  (KIDS FIRST! Film Festival) 2008 :
  - LES ENFANTS D'ABORD ! Meilleur prix du Long métrage, 8-12 ans décerné à 20th Century Fox Home Entertainment
- Prix du guide de cinéma (MovieGuide Awards) 2008 : Meilleur film pour les familles décerné à Paula Mazur.

### Nominations
- Festival International du Film d'Aventures de Valenciennes 2008[15] : Avant-premières.
- Prix du jeune public 2008[14],[15] : Meilleure actrice dans un film d’action / aventure pour Abigail Breslin.
- Prix Satellites 2008 : Meilleur DVD jeunesse.
- Société des effets visuels 2009 :
  - Meilleurs effets visuels secondaires dans un film pour Camille Cellucci, Scott Gordon, Fred Pienkos et James Straus.